# Kirsten Vlieghuis
Kirsten Vlieghuis, född 17 maj 1976 i Hengelo, är en nederländsk före detta simmare.
Vlieghuis blev olympisk bronsmedaljör på 400 meter frisim vid sommarspelen 1996 i Atlanta.